# Французько-бельгійський кордон

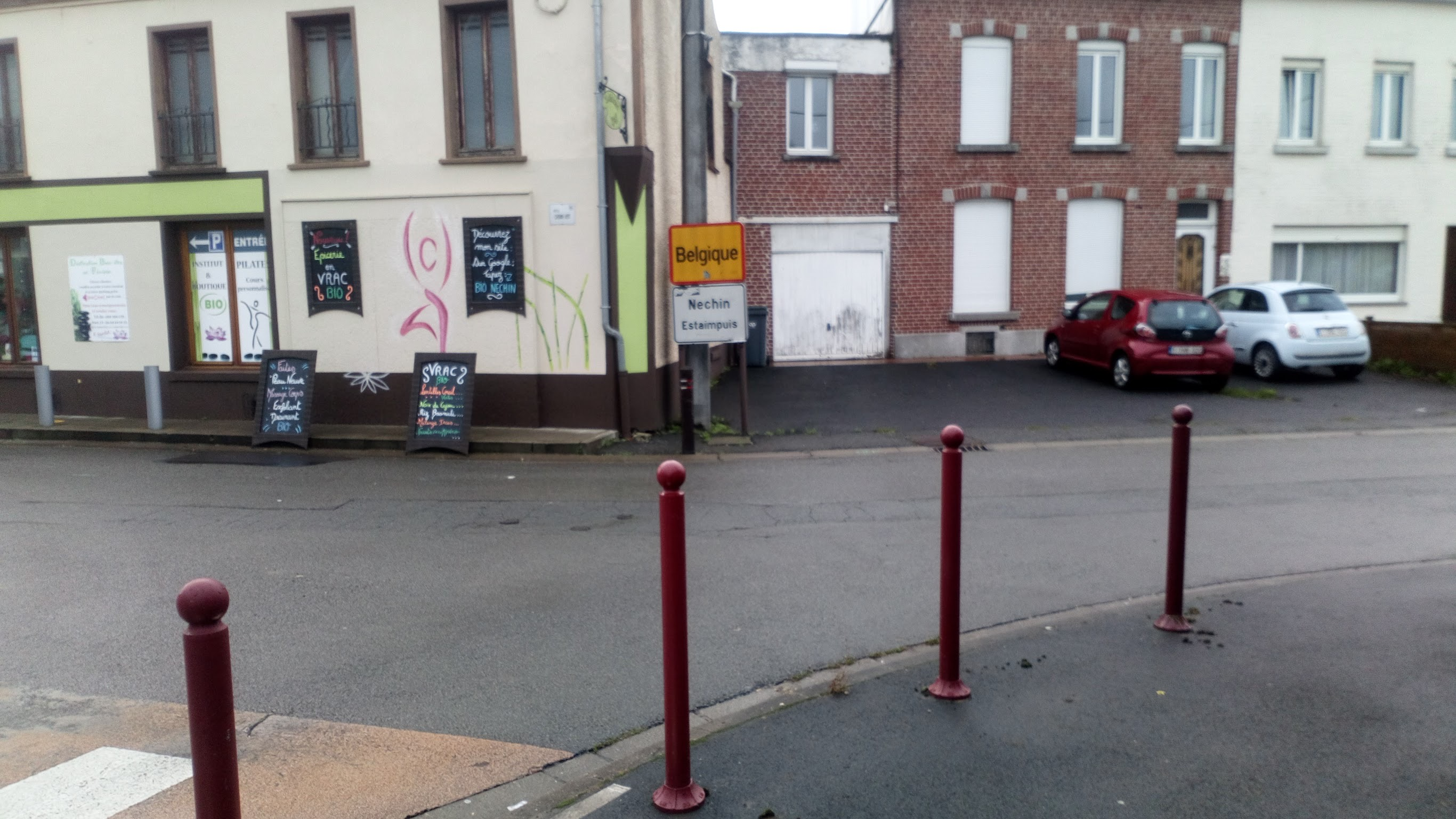
Французько-бельгійський кордон у н.п. Нечін

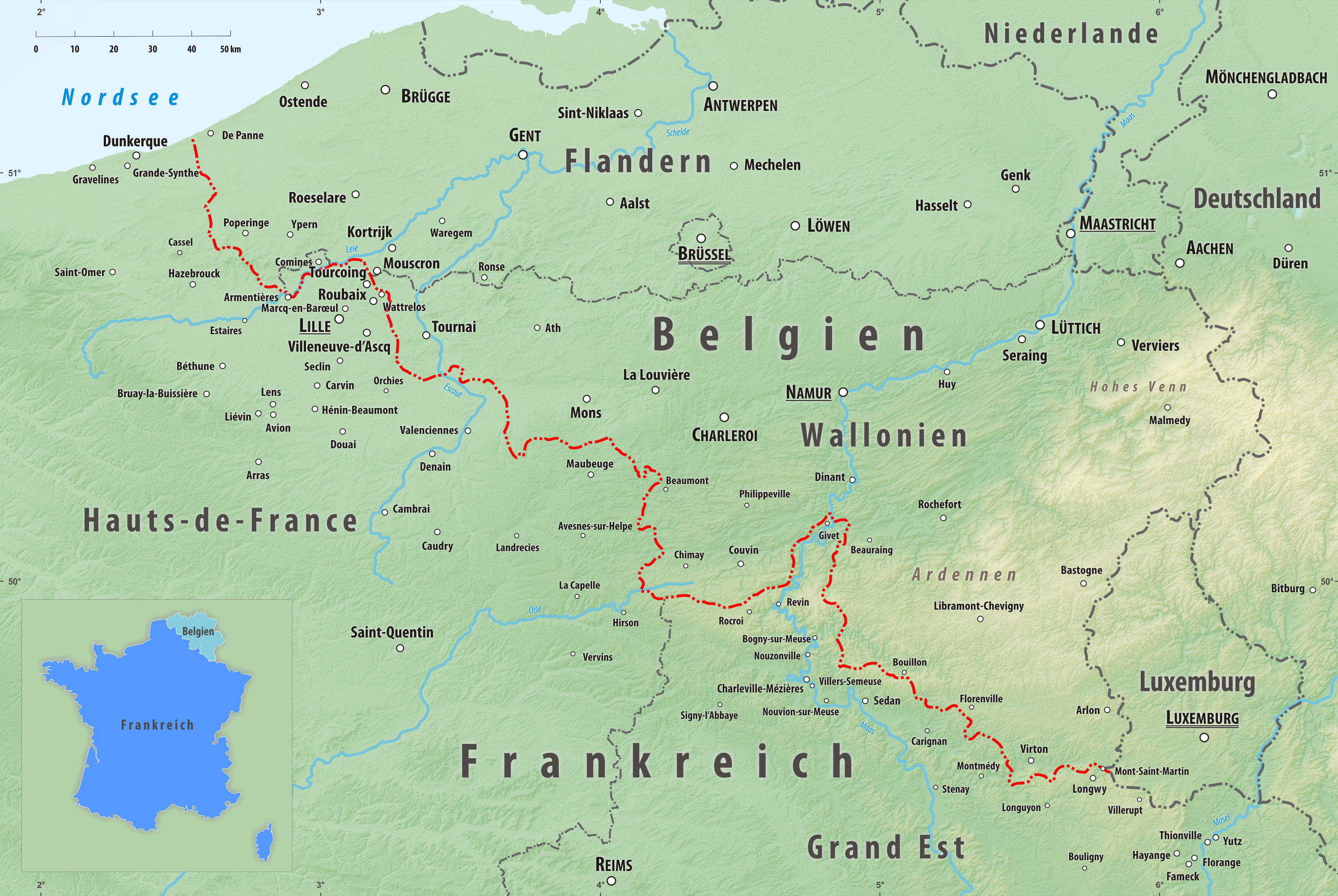
Карта французько-бельгійського кордону

Французько-бельгійський кордон (Бельгійсько-французький кордон) (фр. Frontière entre la Belgique et la France) — міждержавний кордон між Французькою Республікою і Королівством Бельгія. Має довжину 620 км, це найдовший сухопутний кордон у Бельгії та другий за довжиною у материковій Франції.

## Кордон
Французько-бельгійський кордон простягається на 620 км на північному сході Франції та на півдні і південному заході Бельгії. Це другий за довжиною сухопутний кордон материкової Франції після кордону з Іспанією (завдовжки більше на 3 км); це також найдовший сухопутний кордон у Бельгії у порівнянні з кордоном з Нідерландами (450 км). Кордон простягається на рівнинній місцевості й майже не перевищує 504 м над рівнем моря у своїй найвищій точці на Арденнському плато. Кордон фактично не спирається на жодну природну перешкоду, окрім річки Ліс між Армантьєром та Комін-Ворнетоном.
Починається на заході, на березі Північного моря в Де Панне в Бельгії та Бре-Дюн у Франції.
Далі кордон проходить у загальному напрямку на південний схід, до трифінії Бельгія-Франція-Люксембург (49°32′46″ пн. ш. 5°49′5″ сх. д. / 49.54611° пн. ш. 5.81806° сх. д.), розташованій у відповідних муніципалітетах Обанж, Мон-Сен-Мартен і Петанж.
Кордон відокремлює чотири бельгійські провінції (Західна Фландрія, Ено, Намюр та Люксембург) від двох французьких регіонів (Гранд-Ест, О-де-Франс) та п'яти департаментів (Ена, Арденни, Мерт і Мозель, Мез та Нор).
78 маркерів стоять на кордоні.